# Justicia mirabilioides
Justicia mirabilioides är en akantusväxtart som beskrevs av Jean-Baptiste de Lamarck. Justicia mirabilioides ingår i släktet Justicia och familjen akantusväxter. Inga underarter finns listade i Catalogue of Life.